# セゾンビール

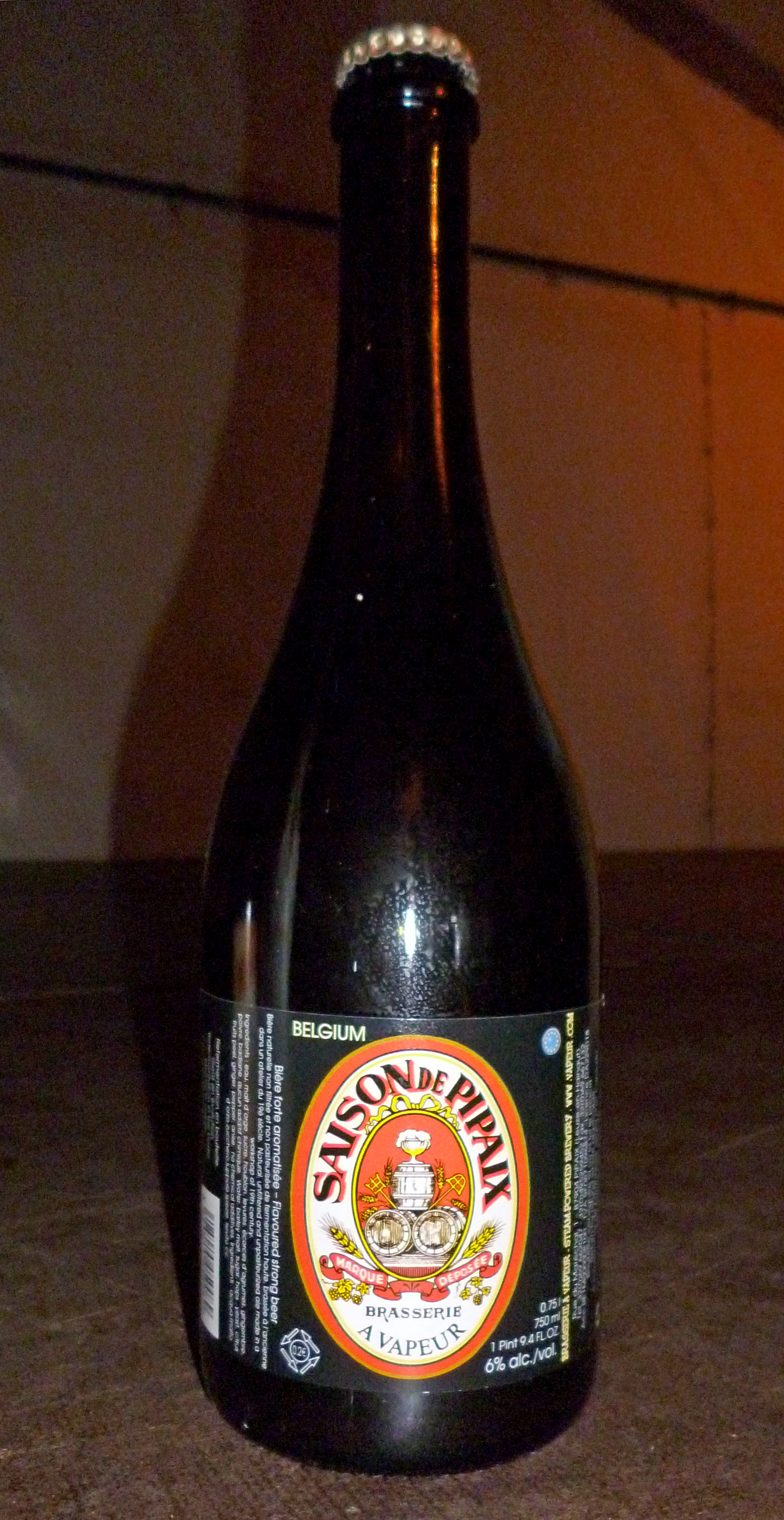
ブラッセリア・ヴェプールのセゾンビール

セゾンビール（あるいは単にセゾン、Saison）は、ベルギー南部のエノー州を中心としたワロン地域で暑い時期に伝統的に飲まれるビールのスタイル。

## 概要
原典は、ベルギーの農家で夏から秋の畑仕事をしている際の水分補給用に飲むために、冬の農閑期に醸造しておいたビールである。冬の農閑期だけ作られるため、フランス語で季節（英語: season）の意であるセゾンの名で呼ばれるようになった。
液色は淡色から中間色までさまざまあるが、フルーティでスパイシーな味わいやホップの香り豊かなことが特徴である。
上面発酵のビールが多いが、さまざまなタイプのビールが「セゾン」という名を冠して造られており、特に決まりはない。

## 歴史
生水には病原菌なども含まれているため、そのまま飲むには適していない。そのため各農家では農閑期にビールを仕込んでいた。冬に仕込みを行い夏に飲むまで貯蔵する必要から、高温で糖化して発酵しない糖分の抽出量を多くする、ドライホッピング（発酵終了後にホップを漬け込む製造法。ホップに熱を加えないため、香りをより強く付けることができる。）、スパイスを加えるといったさまざまな工夫がされた。
18世紀の産業革命によって、資本力のある農家がビールを大量生産するようになり、資本力のない農家は自分でビールを醸造することを止めて、大量生産されるビールを購入するようになっていった。ビールを大量生産するようになった農家は、やがて醸造専業となっていった。